# Grimsberga göl
Grimsberga göl är en sjö i Växjö kommun i Småland och ingår i Mörrumsåns huvudavrinningsområde. Sjön är 4,8 meter djup, har en yta på 0,011 kvadratkilometer och är belägen 187 meter över havet.